# 曾仲魁
曾仲魁（1481年—1548年），字思達（或字斯達），福建泉州府晉江縣人。明朝官員。官至南直隸池州府知府。

## 生平
曾仲魁於嘉靖二年（1523年）考中癸未科進士，次年任廣東順德縣知縣。當地多盜賊，曾仲魁上任之後，剿寇安民。嘉靖七年七月升任禮科給事中，轉刑科。奉命出使靖江王府。還朝，遷嘉興府知府，未上任，即以母老乞終養，獲准。母喪守制之後起復，於嘉靖十九年（1540年）補池州府知府。因為拒絕巡按索賄，被彈劾罷官。卒年六十八歲。

## 家族
曾祖曾扬文。祖父曾德厚。父曾景瑞。母柯氏。慈侍下。兄曾元魁。

## 外部連結
- 龍山曾氏宗祠[永久]

| 官衔        | 官衔                                      | 官衔                 |
| ----------- | ----------------------------------------- | -------------------- |
| 前任： 詹惠 | 廣東顺德县知县 嘉靖三年（1523年）上任     | 繼任： 袁鉞 荆州举人 |
| 前任： 陸岡 | 南直隸池州府知府 嘉靖十九年（1540年）上任 | 繼任： 柯實卿        |